# Anatoma keenae
Anatoma keenae is een slakkensoort uit de familie van de Anatomidae. De wetenschappelijke naam van de soort is voor het eerst geldig gepubliceerd in 1970 door McLean.